# Cystobasidium usneicola
Cystobasidium usneicola är en lavart som beskrevs av Diederich & Alstrup 1996. Cystobasidium usneicola ingår i släktet Cystobasidium och familjen Cystobasidiaceae.   Inga underarter finns listade i Catalogue of Life.